# Saline Tigaki
Saline Tigaki (griechisch Αλυκή Τιγκάκι Alykí Tigáki) war eine Salzwassergewinnungsanlage auf der griechischen Insel Kos beim namensgebenden Ort Tigaki. Heute ist vor allem der noch vorhandene, unter Naturschutz stehende See unter dem Namen Alykes bzw. Alikes (dt.: Saline) bekannt.

## Lage
Die ehemalige Saline liegt zwischen den Küstensiedlungen Tigaki im Osten und Marmari im Westen. Die zwischen Kos und Kefalos verlaufende Hauptstraße durch die Insel liegt im Süden und ist vom Salzsee etwa 2,5 km entfernt. Dem Salzwassersee im Norden gegenüber liegt die Insel Pserimos.
Die Zufahrt zum See erfolgt über den Ort Tigaki.

## Geschichte der Salzgewinnung auf Kos
In Griechenland wird mindestens seit der Antike Salz in solchen Salzwasserseen gewonnen. Der Ursprung der Salzgewinnung auf Kos ist nicht bekannt. Bereits als Kos zum Einflussbereich des Osmanischen Reiches gehörte, wurde hier Salz gewonnen. Die Zahl der Salinen in Griechenland betrug um 1840 acht Salinen. Zum Beginn des 20. Jahrhunderts waren es 16 und in der Zwischenkriegszeit 25. Der Betrieb der Saline auf Kos wurde 1989 eingestellt.
Das Salz wurde unter staatlicher Aufsicht gewonnen und als Handelsgut von Unternehmern verkauft.

## Funktion der Saline auf Kos
Die Salzgewinnung der Saline auf Kos erfolgte durch die andauernde Verdunstung des Wassers im Salzwassersee, wodurch der Gehalt von Salzen und Mineralien des Gewässers sich ständig erhöhte. Der Zufluss in den Salzsee vom Meer war durch Schleusen über zwei Kanäle reguliert, die teilweise heute noch erhalten sind.

## Der Salzwassersee heute
Der in einer Senke gelegene weitgehend ovale Salzwassersee verfügt auch heute noch über eine künstliche Wasserzuleitung (Kanäle) direkt vom Meer. Der See hat eine Länge von rund 1500 m und eine größte Breite von rund 700 m und eine Fläche von rund 80 Hektar (0,8 km²) bei einem Umfang von rund 3700 m. Eine Zuleitung von Süßwasser in den See erfolgt aus südlicher Richtung des Dorfes Linopotis.
Die Umgebung des Sees und der See selbst stehen unter Naturschutz und das Feuchtgebiet ist nun permanent vorhanden (während der Salzgewinnungszeit war dies nur saisonal der Fall). Der Salzwassersee ist zu einem geschützten erheblich salzhaltigen Feuchtgebiet (Igroviotopos Alikis) und zu einem Überwinterungsquartier für Tiere (z. B. Zugvögel) geworden. Aufgrund des hohen Salzgehaltes können gewöhnliche Fische und Mollusken hier nicht leben. Es gibt allerdings einige Arten von Lebewesen, die sich an solche Verhältnisse anpassen konnten (Halophilen). Dazu gehört auch der Artemia salina (Salzkrebs), der wiederum Flamingos anlockt sowie halophytische Pflanzen.

## Wandern
Der See kann in rund einer Stunde umwandert werden. Es handelt sich dabei um eine einfache Route, die auch mit Kindern begangen werden kann.